# József Zakariás
József Zakariás [ˈjoːʒɛf ˈzɒkɒriaːʃ] (* 25. März 1924 in Budapest; † 22. November 1971 ebenda) war ein ungarischer Fußballspieler.

## Karriere
Zakariás war Mitglied der „Goldenen Elf“ (ungarisch Aranycsapat), der ungarischen Nationalelf, auch Magische Magyaren genannt, die bei der Fußball-Weltmeisterschaft 1954 in Bern beim Wunder von Bern der deutschen Auswahl mit 2:3 unterlag. 
Der Mittelfeldspieler Zakariás, der 1954 in Budapest beim MTK Hungária FC unter Vertrag stand, spielte in vier Partien der Fußball-Weltmeisterschaft 1954. Insgesamt konnte er zwischen 1947 und 1954 35 Einsätze im Nationaltrikot verzeichnen. Er wurde zumeist als linker defensiver Außenläufer (entspricht dem heutigen defensiven Mittelfeldspieler) neben Spielmacher Nandor Hidegkuti und hinter den linken Offensivkräften Puskas, Budai und Mihály Tóth eingesetzt.
1952 gewann er mit dem ungarischen Team die Goldmedaille bei den Olympischen Spielen in Helsinki.
Nach seiner aktiven Zeit arbeitete er als Trainer für Szigetszentmiklósi SE (1959–1960), die Nationalmannschaft Guineas (1961–1968) und Medosz Erdért SE (1968–1971).

## Erfolge als Spieler
Ungarische Nationalmannschaft:
- Olympiasieger 1952
- Zentraleuropameister 1953
- Vize-Weltmeister 1954

Verein
- MTK Budapest FC (bis 1953 hieß der Verein noch Bástya SE und ab 1953 Vörös Lobogó SE)
  - Ungarischer Fußballpokal: 1952
  - Ungarischer Meister: 1953, 1958
  - Mitropa-Pokal: 1955